# Éditions Rouff
Rouff est une maison d'édition française, fondée par Jules Rouff en 1873 à Paris, et fermée en 1982. Elle a été l'un des grands promoteurs de l'édition populaire.

## Historique

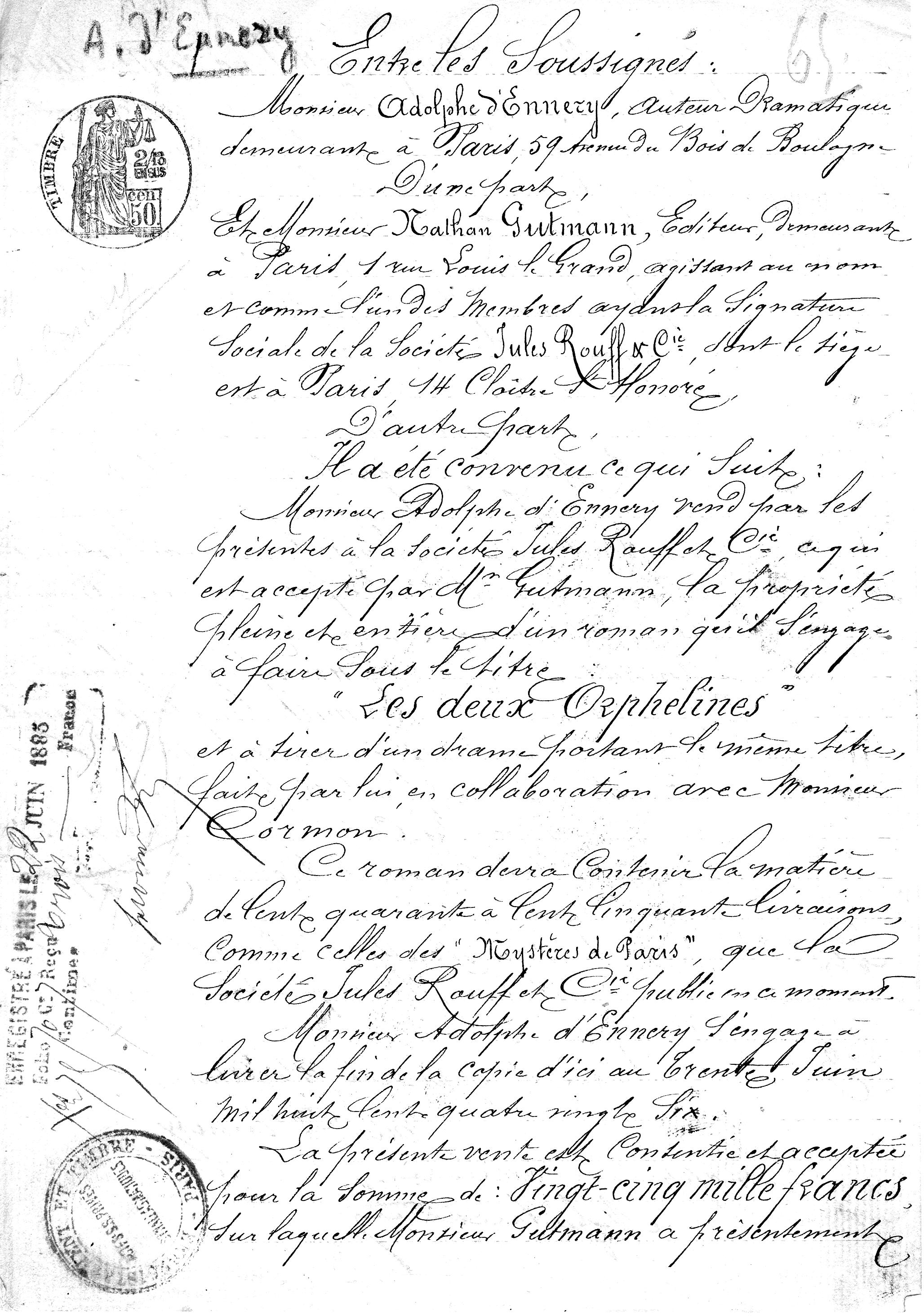
Contrat des éditions Rouff avec Adolphe d'Ennery pour l'écriture des Deux Orphelines (juin 1883).

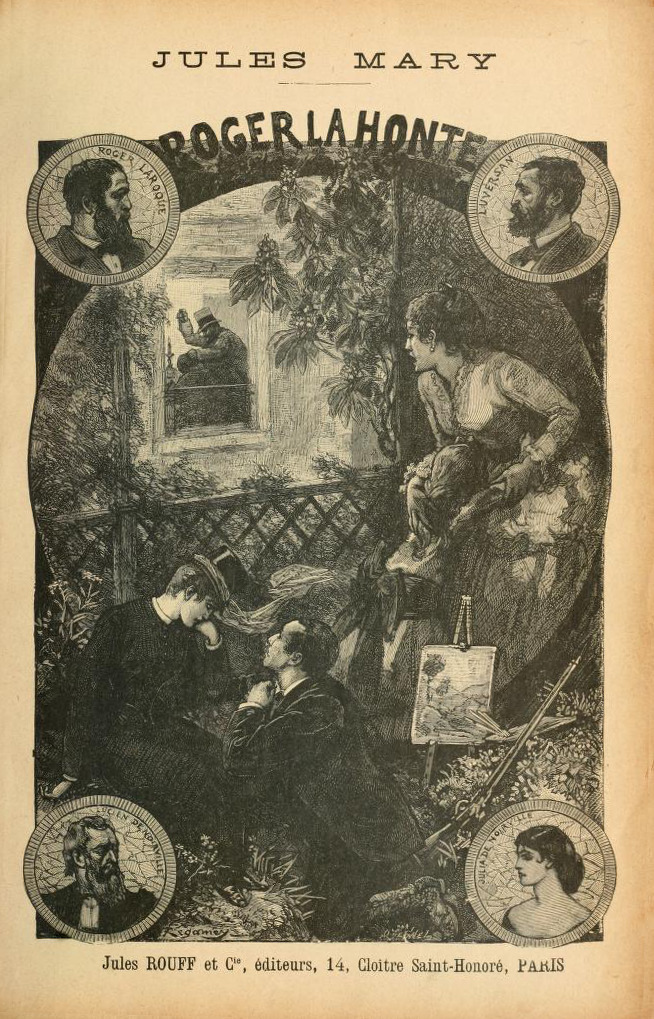
La série des Roger-la-Honte de Jules Mary, inaugurée dans les années 1880, elle fut déclinée jusque dans les années 1960.

Fils de Léon Rouff et Hortense Picard, Jules Rouff est né à Genève, le 18 juillet 1846. Il créée les éditions Rouff en 1873 par le rachat du fonds de l'ancienne maison Barba, s'appelant d'abord « Georges Barba libraire-éditeur, Jules Rouff successeur », puis devenant en 1877, « Jules Rouff et Cie, éditeurs ». C'est l'époque où Jules Ferry crée l'école gratuite et obligatoire. Il y a donc là un nouveau public de lecteurs en puissance. Jules Rouff le sent et se lance délibérément dans l'édition populaire, c'est-à-dire facile à lire, distrayante et très bon marché. La première adresse parisienne de la maison Rouff est au 7 rue Christine, puis elle migre en 1879 au 14 cloître Saint-Honoré.
L'idée maîtresse qui a assuré le succès de la maison a été de proposer des rééditions d'œuvres célèbres découpés sous la forme de petits fascicules brochés vendus 10 à 15 centimes pièce, le roman complet étant lui vendu entre 0,50 et 1,50 franc, car découpé en tranche, ou si l'on veut, sous la forme d'épisodes : appelés « romans à quatre sous », ils furent inventés en 1848 (notamment par la maison Barba), paraissant le samedi, jour de paye des ouvriers. Les premiers auteurs promus à travers des annonces publicitaires massives dans la presse sont Paul de Kock, Touchard-Lafosse (pseudonyme de Théodore de Lustières et Louis Boulé), Alexis Bouvier et Tony-Révillon.

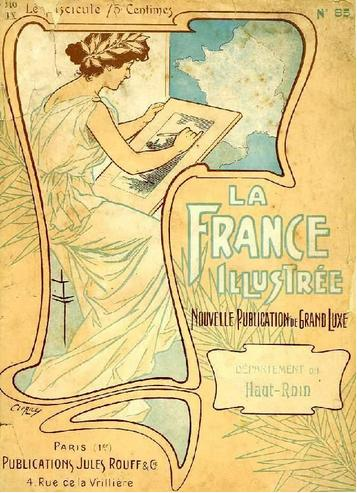
Couverture de La France illustrée (no 85), éditée sous format fascicule à 5 centimes pièce (1885).

Dès 1879, Rouff fait la promotion de ses mêmes fascicules, vendus cette fois « illustrés par les plus grands maîtres ». Il parvient à abaisser le coût d'un seul fascicule à 5 centimes, soit le prix d'un quotidien. En octobre, il se lance dans l'édition de La France illustrée de Victor-Adolphe Malte-Brun, également sous la forme de fascicules, vendus aussi bien en kiosque de gare que par souscription.
Entre 1880 et 1900, la maison publie Eugène Sue, Xavier de Montépin, Adolphe d'Ennery (à qui il commande le roman Les Deux Orphelines, tiré de la pièce qui se jouait alors), Maurice Jogand, Pierre Decourcelle, Ponson du Terrail, Jules Cardoze. Enfin, Rouff profite en 1896 de la fin du monopole accordé en 1853 à la société Louis Hachette et Cie de distribuer dans les gares de chemins de fer périodiques et livres : les publications Rouff trouvent là un moyen de toucher une clientèle plus large qu'en simple dépôt de librairie.
En plus de ces romans populaires, les éditions Jules Rouff publient Les Misérables en livraisons hebdomadaires à 5 sous, formule étendue ensuite à l'œuvre intégrale de Victor Hugo. Mais la maison publie également des ouvrages d'importance, notamment le périodique La France illustrée ; l’Histoire socialiste 1789-1900 sous la direction de Jean Jaurès, un ami personnel de Jules Rouff ; Histoire de France et Histoire de la Révolution de Jules Michelet.
Entre 1904 et 1910, installé au 4 rue La Vrillière à Paris, Rouff se lance dans l'impression de nouveaux fascicules comme Le Conteur populaire (plus de 360 numéros) et de magazines comme Les Faits-Divers illustrés (1905-1910) et Le Globe trotter. Les « Publications Jules Rouff et Cie » passe au 83-85 rue de l'Ouest. Ses principaux concurrents sont Albert Méricant et Jules Tallandier.

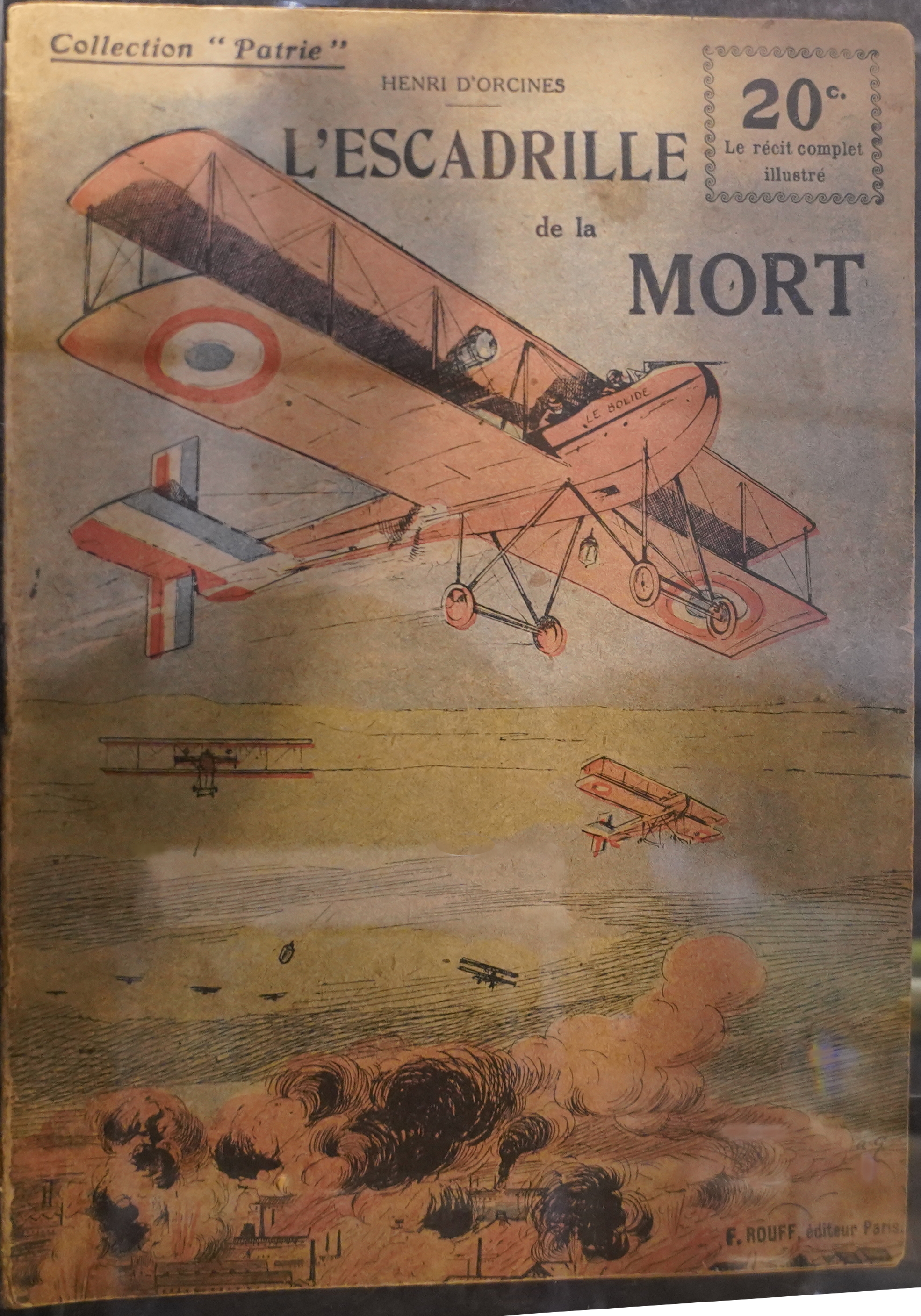
Couverture de L'Escadrille de la mort (1917) de Henri d'Orcines, collection « Patrie ».

En 1912, la Société des publications Jules Rouff & Cie est liquidée et la maison est relancée par le fils de Jules Rouff, Frédéric, sous le nom de « Frédéric Rouff, éditeur » en mai 1913 avec notamment « La Grande Collection nationale », à 20 centimes l'exemplaire. Frédéric Rouff publie durant la Première Guerre mondiale la collection « Patrie », courts romans de 24 pages, racontant chacun un fait de guerre et paraissant hebdomadairement. Cette collection continuera entre les deux guerres, et reprendra pendant quelques années après la Seconde Guerre mondiale sous le titre de « Patrie Libérée ».
En janvier 1921, Rouff lance « Le grand prix du public », une collection d'inédits publiée sous le patronage de J.-H. Rosny aîné et dotée d'un prix annuel de 5 000 francs décerné par le public au meilleur ouvrage de la collection.
Jules Rouff meurt le 8 novembre 1927 à Paris 16e ; marié à Camille Veil, il avait eu deux fils : Marcel Jacques Rouff (1877-1936), qui devient un grand critique gastronome, et Frédéric (1883-1951) : c'est ce dernier qui reprend la maison.
En 1933, la maison d'éditions s'installe au 8, boulevard de Vaugirard à Paris 15e. Frédéric Rouff avait lancé en 1926 l'hebdomadaire Midinette, qui devient, avec Femina (lancé en 1901 par Pierre Lafitte), l'un des premiers magazines féminins français en termes de tirage, jusqu'au lancement en 1938 de Marie Claire par Jean Prouvost, contre lequel il ne pourra pas lutter. Il crée également une collection de romans policiers, « La Clé », et une collection de romans pour enfants, de même format et cadence de parution que « Patrie », « Le Roman du Jeudi ».
En 1945, le fils de Frédéric Rouff, André Rouff, reprend la maison qui devient simplement « Éditions Rouff » et lance Blagues et Franc-Rire, publications bimensuelles humoristiques, et une revue historique mensuelle illustrée, L'Histoire pour tous, sous la direction d'Alain Decaux.
Frédéric Rouff meurt le 17 juin 1951. La mort prématurée le 5 mai 1963 d'André Rouff ne permet plus de nouvelles créations. Sa fille, Christiane Germont-Rouff, crée en format de poche Mini-Humour - Maxi-Rire et publie quelques volumes historiques. La maison ferme définitivement en 1982.

## Les directeurs des éditions Rouff
- Jules Rouff, fondateur
- Frédéric Rouff, son fils
- André Rouff, son fils
- Christiane Rouff-Germont, sa fille

## Illustrateurs associés
Les éditions Rouff employèrent un nombre important d'artistes pour illustrer leurs productions (publicités, couvertures, vignettes intérieures). La plupart des images ne sont pas signées (et non datées), ce qui rend très difficile l'identification des artistes. Toutefois, on peut citer quelques noms :
- Henri Armengol
- Frédéric Auer[10]
- Gil Baer
- Ernest Bouard[11]
- Jules Després
- André Galland
- Michel Jacquot
- Mat
- Paul Adolphe Kauffmann
- Aristide Perré
- Félix Régamey
- Jean Saunier
- Louis Tauzin
- Osvaldo Tofani

## Quelques ouvrages des éditions Rouff

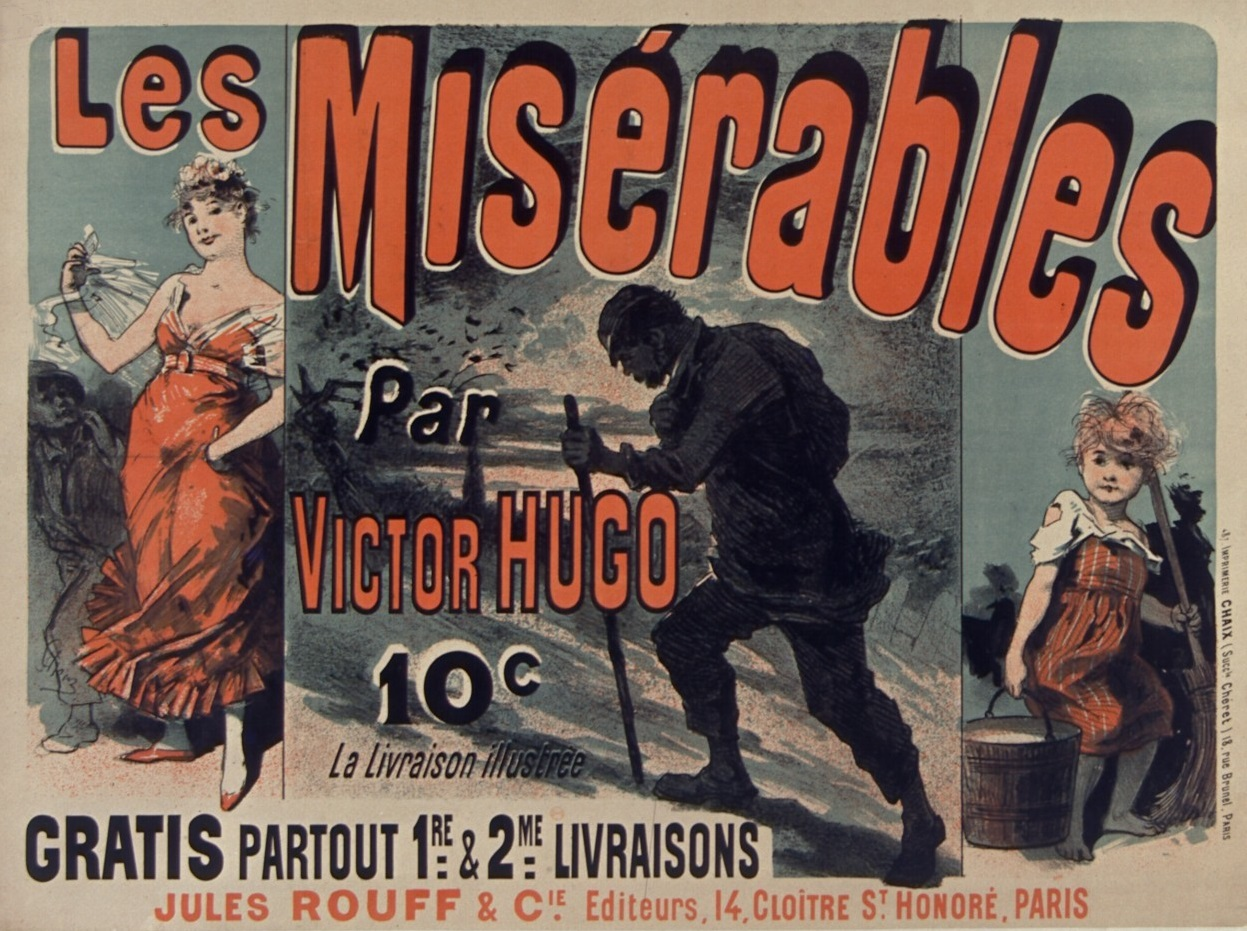
Affiche de Jules Chéret pour la collection de fascicules Les Misérables à 10 centimes.

- Chroniques de l'œil de bœuf, 8 volumes, par Touchard-Lafosse, à partir de 1878.
- La France illustrée, première série de 5 volumes + atlas, hors-texte et dictionnaire des communes, par Victor-Adolphe Malte-Brun (1879-1884), suivie par de nouvelles séries jusqu'en 1914.

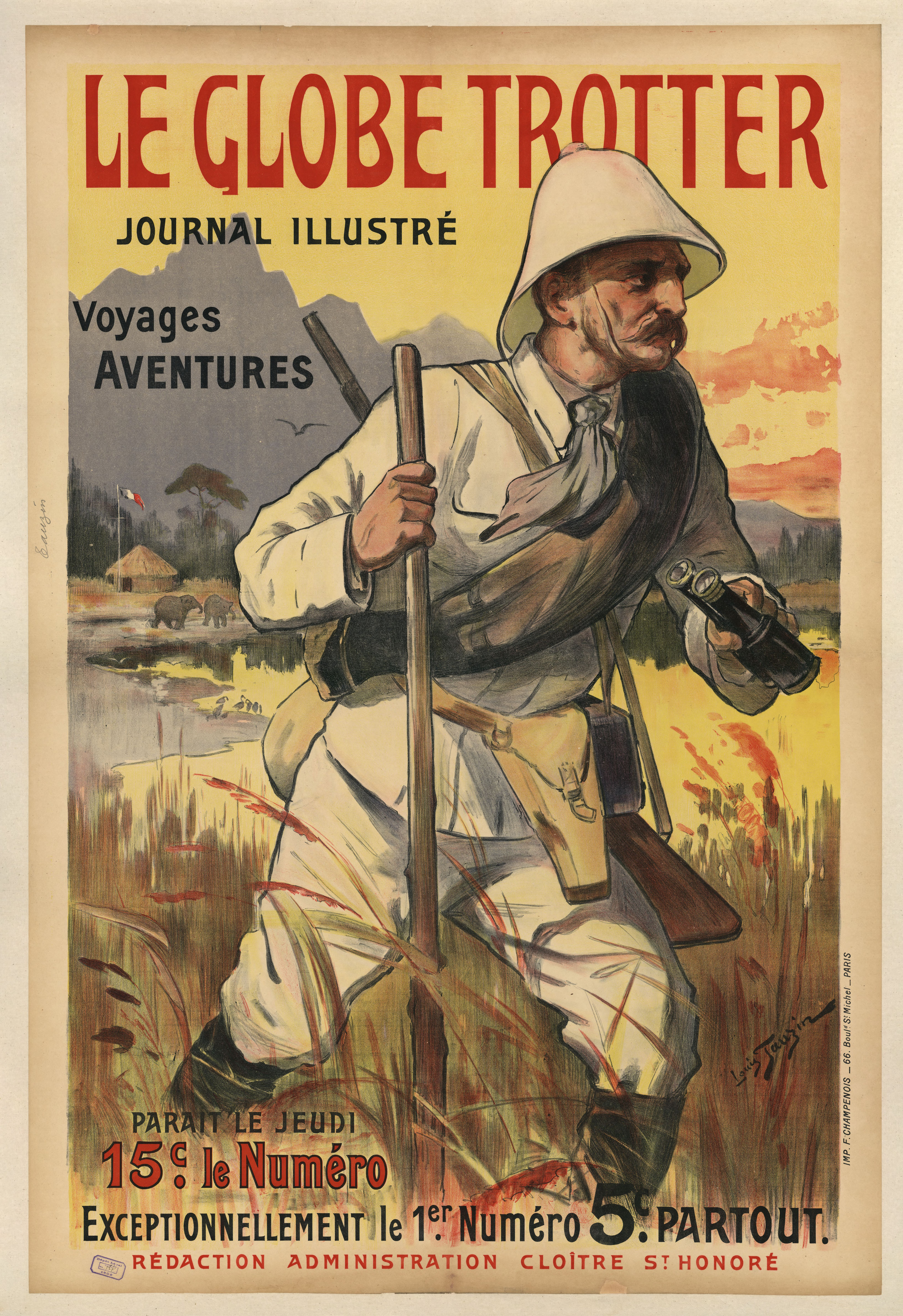
Le Globe Trotter, affiche de lancement par Louis Tauzin (1902).

- Œuvres intégrales de Victor Hugo en 227 volumes (à partir de 1880).
- Œuvres d'Adolphe d'Ennery, notamment Les Deux Orphelines
- Œuvres d'Eugène Sue, notamment Les Mystères de Paris
- Œuvres de Paul de Kock
- Œuvres d'Alexandre Dumas, notamment: Les Trois mousquetaires, Vingt ans après, Le Vicomte de Bragelonne, Le Comte de Monte-Cristo (illustrés, sans date) La Reine Margot.
- L'Allemagne illustrée, 5 volumes, par Victor-Adolphe Malte-Brun (1885-1888).
- Histoire socialiste de la France contemporaine, 12 volumes + table analytique, sous la direction de Jean Jaurès  (en ligne sur Wikisource). Contributions de  Jean Jaurès, Gabriel Deville, Paul Brousse, Henri Turot, René Viviani, Eugène Fournière, Gustave Rouanet, Georges Renard, Alexandre Millerand, Charles Andler, Lucien Herr, Louis Dubreuilh, John Labusquière, Alfred Léon Gérault-Richard et Albert Thomas.
- Histoire de France (4 volumes) et Histoire de la Révolution (3 volumes), par Jules Michelet
- Patrie, publication hebdomadaire en 1917-1920 puis 1939-1940 et 1946-1952.
- Poucette, série de bande dessinée, de 1933 à 1958.

## Collections, fascicules et périodiques

### Collections

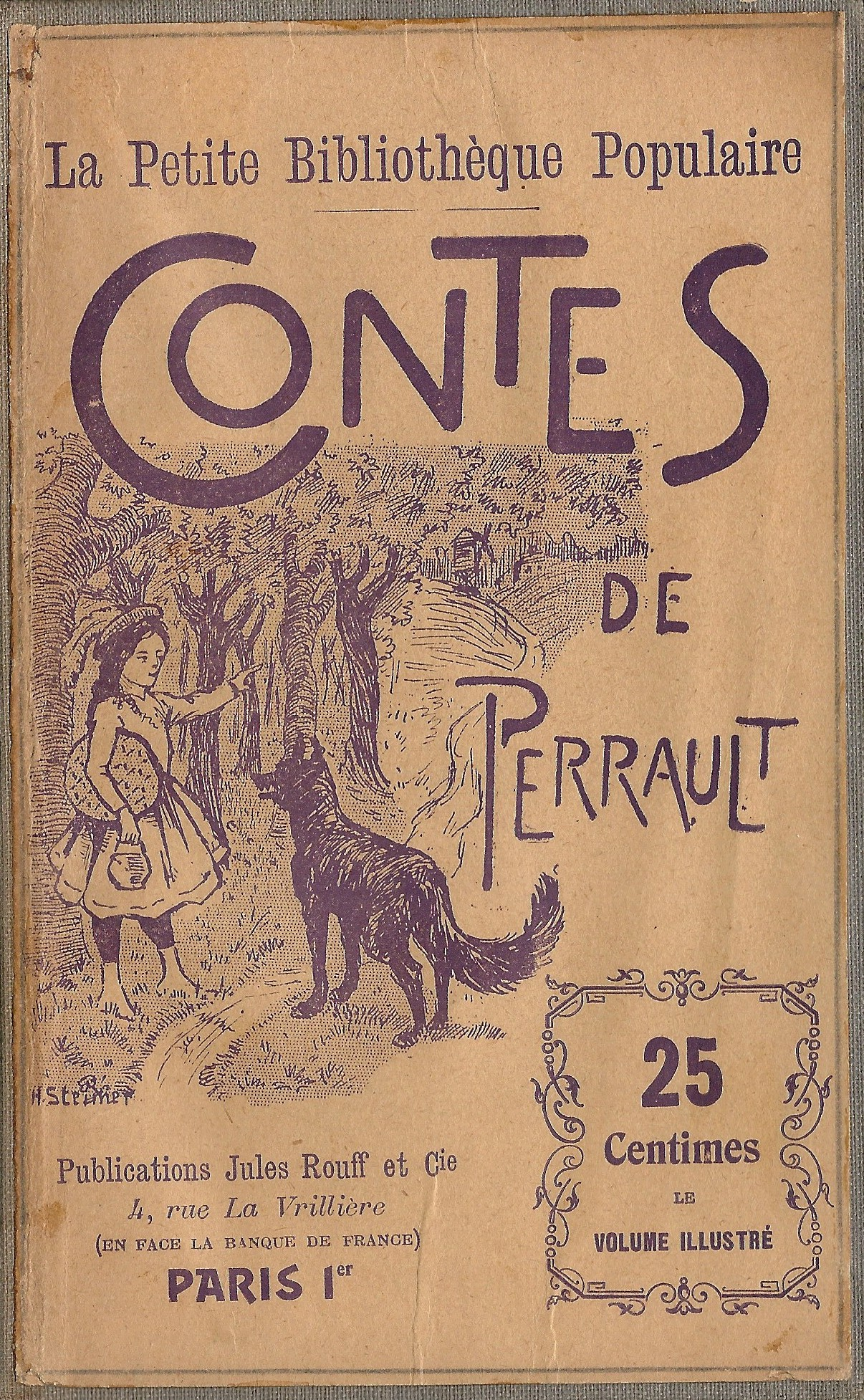
Couverture des Contes de Perrault, dans la Petite bibliothèque populaire.

- Collection Jules Rouff (avant 1890)
- La Petite Bibliothèque populaire (avant 1914)
- La Grande Collection nationale (1913-?)
- Le Livre illustré à 65 centimes (1908- ?)
- Collection historique populaire
- Collection Patrie, 1917.
- Le grand prix du public, 1921
- Mon roman, 1924-1949
  - Le Roman complet illustré
- Mon roman-cinéma, 1928
- Les Romans vécus, 1931
- Romans pour la jeunesse, 1932
- Le Roman du Jeudi, 1934
- L'Histoire vécue, 1936
- Aventures policières, 1937
- La Clé, 1938
- Bamboula, Bouclette, Viviane[12], publications pour la jeunesse par Mat (1952-1960).

### Périodiques

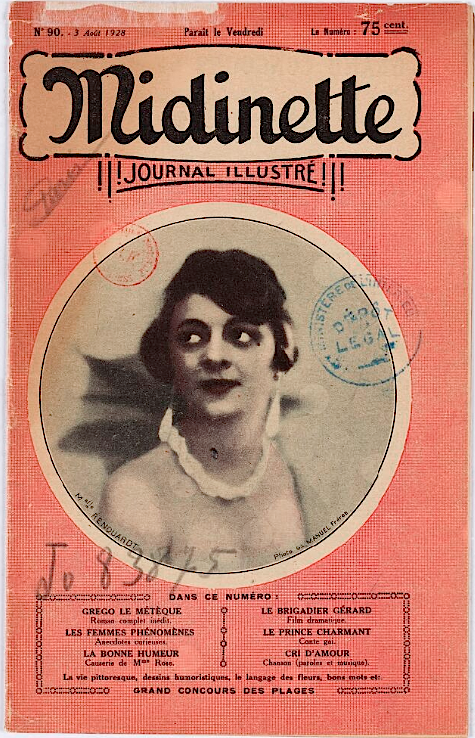
Midinette, couverture du 3 août 1928 (fonds BNF).

- Le Globe-trotter. Journal de voyages, aventures, explorations (1902-1910)[13]
- Le Conteur populaire (1904-1910)[14]
- Les Faits-Divers illustrés (1905-1910)
- Les Grands Évènements illustrés (1905-?)[15]
- Tout nouveau (1908-1911)[16]
- Le Roman-Cinéma (1910-?)
- Les Grands Romanciers (1911-?)
- Almanach de la jeunesse (1925-1928)
- Midinette[17] (1926-1939)
- Blagues. Album (1953-1981)[18]
- Franc-rire, mensuel (1957-?)[19]
- Histoire pour tous, mensuel historique sous la direction d'Alain Decaux (1960-1977)[20]
- Mini humour, maxi rire, pochette humoristique mensuelle[21] (1973-1976)